# Frank Morgan (músico)
Frank Morgan (Minneapolis, 23 de diciembre de 1933-Minneapolis, 14 de diciembre de 2007) fue un saxofonista de jazz con una carrera de más de 50 años. Fue conocido como un sucesor de Charlie Parker, que tocaba principalmente bebop y baladas.

## Biografía
Primeros años (1933-1947)
Frank Morgan nació en Minneapolis, Minnesota, en 1933, pero pasó la mayor parte de su infancia viviendo con su abuela en Milwaukee, Wisconsin, mientras sus padres estaban de gira. El padre de Morgan, Stanley, era guitarrista de la banda de jazz de Harlan Leonard and His Rockets y The Ink Spots, y su madre, Geraldine, era una estudiante de 14 años cuando dio a luz a Frank. Muy temprano se decantó por la música y la guitarra como su padre, pero perdió el interés en el momento en que vio a Charlie Parker hacer su primer solo con la banda de Jay McShann en el Paradise Theatre de Detroit. Stanley les presentó entre bastidores, donde Parker ofreció a Morgan consejos para empezar a tocar el saxo alto, y al día siguiente se encontraron en una tienda de música. Morgan, que entonces tenía siete años, supuso que elegirían un saxofón, pero Parker le sugirió que empezara con el clarinete para desarrollar su embocadura. Morgan practicó con el clarinete durante unos dos años antes de adquirir un saxo soprano y, finalmente, un alto. A los 14 años, Morgan se trasladó a vivir con su padre (por aquel entonces divorciado) a Los Ángeles, California, después de que su abuela le sorprendiera con marihuana.
Los Ángeles (1947-1955)
De adolescente, Morgan tuvo la oportunidad de tocar con músicos como Dexter Gordon y Wardell Gray los domingos por la tarde en el Crystal Tearoom. Cuando solo tenía 15 años, a Morgan le ofrecieron el puesto de Johnny Hodges en la orquesta de Duke Ellington, pero su padre le consideró demasiado joven para las giras. En su lugar, se unió a la banda del Club Alabam, donde acompañó a vocalistas como Billie Holiday y Josephine Baker. Ese mismo año ganó un concurso de talentos de televisión, cuyo premio fue una sesión de grabación con la Orquesta de Freddy Martin, interpretando Over the Rainbow en un arreglo de Ray Conniff, con la voz de Merv Griffin. Morgan asistía a la Jefferson High School durante el día, donde tocaba en la big band de la escuela, de la que también salieron grandes del jazz como Art Farmer, Ed Thigpen, Chico Hamilton, Sonny Criss y Dexter Gordon. Morgan se mantuvo en contacto con Parker durante estos años, participando en sesiones de improvisación en las casas de los famosos de Hollywood cuando Parker visitaba Los Ángeles. En 1952, Morgan se ganó un puesto en la banda de Lionel Hampton, pero su primer arresto en 1953 le impidió unirse al quinteto de Clifford Brown y Max Roach (ese papel recayó en Harold Land y, más tarde, en Sonny Rollins). Hizo su debut discográfico el 20 de febrero de 1953 con el sexteto del vibrafonista Teddy Charles y sus West Coasters en una sesión para Prestige Records en la que grabó cuatro temas del álbum Adventures in California. Este sexteto contaba con el tenor Wardell Gray y se incluyó en la edición póstuma de 1983 Wardell Gray Memorial Volume 1. El 1 de noviembre de 1954, Morgan grabó cinco temas con el sexteto del batería Kenny Clarke para Savoy Records, cuatro de los cuales se publicaron con Clarke como líder, con I've Lost Your Love acreditado al escritor Milt Jackson como líder. Morgan grabó una cita con Wild Bill Davis y Conte Candoli el 29 de enero de 1955 y participó en una segunda sesión de grabación el 31 de marzo de 1955 con Candoli, Wardell Gray, Leroy Vinnegar y otros, que fueron combinados y publicados en 1955 como el primer álbum de Morgan, Frank Morgan, por GNP Crescendo Records. Los lanzamientos posteriores también incluyeron cinco temas grabados en el Crescendo Club de West Hollywood el 11 de agosto de 1956 con un sexteto que incluía a Bobby Timmons y Jack Sheldon. La copia del álbum aclamaba a Morgan como el nuevo Charlie Parker, que había muerto ese mismo año. Según sus propias palabras, Morgan estaba «muerto de miedo» por esto y «se autodestruyó».
Drogas y cárcel (1955-1985)
Siguiendo los pasos de Parker y de muchos otros músicos de aquella generación, Morgan empezó a consumir heroína a los 17 años, se hizo adicto y pasó casi treinta años de su vida adulta entrando y saliendo de la cárcel. Morgan mantenía su adicción a las drogas mediante la falsificación de cheques y la venta de bienes robados. Su primera detención por drogas se produjo en 1955, el mismo año en que se publicó su álbum debut, y terminó en la prisión estatal de San Quintín en 1962, donde formó un pequeño conjunto con otro adicto y saxofonista, Art Pepper. Su último ingreso en prisión se produjo al haber violado Morgan la libertad condicional. Quedó en libertad el 7 de diciembre de 1986. En las siguientes dos décadas, se mantuvo alejado de las drogas gracias a estar en tratamiento con metadona.
Regreso y últimos años (1985-2007)
Recién salido de la cárcel, en abril de 1985, Morgan volvió a grabar y en junio publicó Easy Living en Contemporary Records. Morgan actuó en el Festival de Jazz de Monterey el 21 de septiembre de 1986 y rechazó una oferta para interpretar a Charlie Parker en la película Bird de Clint Eastwood (Forest Whitaker ocupó su lugar). Debutó en Nueva York en diciembre de 1986 en el Village Vanguard y colaboró con George W.S. Trow en Prison-Made Tuxedos, una obra semiautobiográfica en Off-Broadway que incluía música en directo del Frank Morgan Quartet (con Ronnie Mathews, Walter Booker y Victor Lewis). Su álbum Mood Indigo de 1990 llegó al número cuatro en la lista de jazz de Billboard. Morgan sufrió un derrame cerebral en 1998, pero posteriormente se recuperó, grabando y actuando durante los últimos cuatro años de su vida. HighNote Records llegó a publicar tres álbumes con material de un concierto de tres noches en el Jazz Standard de Nueva York en noviembre de 2003. Morgan también participó en el Festival de Jazz Charlie Parker de 2004 en Tompkins Square Park.
Tras regresar a Minneapolis en otoño de 2005, Morgan fue cabeza de cartel del Twin Cities Hot Summer Jazz Festival de 2006 y tocó a dúo con Ronnie Mathews en el Dakota Jazz Club de Minneapolis y con George Cables en el Artists' Quarter de St. Morgan. También actuó en el Festival de Jazz de la Costa Este de 2006 en Washington D. C., y en la Costa Oeste en Yoshi's y Catalina's. Su última actuación en Minneapolis contó con Grace Kelly, Irv Williams y Peter Schimke en el Dakota el 1 de julio de 2007.
Para una de las últimas grabaciones de Morgan, compuso y grabó la música para la adaptación del audiolibro de la novela policíaca de Michael Connelly The Overlook (2007), proporcionando breves solos de saxo sin acompañamiento al principio y al final del libro, y entre capítulos. Morgan es mencionado en el libro por el protagonista Harry Bosch, un entusiasta del jazz.
Frank Morgan falleció en Minneapolis el viernes 14 de diciembre de 2007 por complicaciones derivadas de un cáncer colorrectal, nueve días antes de cumplir 74 años. Poco antes de su muerte había realizado su única gira por Europa.
Legado
El editor del The New York Times, Peter Keepnews, escribió que Frank Morgan era «una figura destacada en el renacimiento del jazz de finales de los 80, un recordatorio vivo de la durabilidad del bebop». En JazzTimes, David Franklin describió a Morgan como alguien con un «tono dulce y cantarín» y elogió su «sutil uso del contraste dinámico» y su «madura seguridad en sí mismo», que complementaban su «exuberancia juvenil». La Penguin Guide to Jazz on CD calificó a Morgan como «un improvisador apasionado» que «organiza sus solos de una manera cantarina y muy lógica». Comparando a Morgan y Art Pepper, C. Michael Bailey escribió que «ambos poseían un tono de hielo maravillosamente seco en sus primeras carreras y ambos eran insuperables como intérpretes de baladas», y que Morgan demostró «por qué el bop sigue siendo tan importante». El escritor de novela policíaca Michael Connelly coprodujo una película documental sobre Morgan, Sound of Redemption: The Frank Morgan Story, dirigida por N.C. Heikin, que tuvo su estreno mundial en el Festival de Cine de Los Ángeles el 14 de junio de 2014 y fue seguida al día siguiente por un concierto de homenaje en el Museo de los Grammy, con la participación de George Cables, Ron Carter, Mark Gross, Grace Kelly y Roy McCurdy.

## Discografía

### Como líder
| Año lanzamiento | Fecha/s grabación                        | Título                                                | Sello discográfico    | Personal/Notas |
| --------------- | ---------------------------------------- | ----------------------------------------------------- | --------------------- | --- |
| 1955            | 29 Enero y 31 de marzo de 1955           | Frank Morgan (Gene Norman Preents Frank Morgan)       | GNP Crescendo Records | Con: Conte Candoli (tp en temas 1-10), Jack Sheldon (tp en temas 11-15), Wardell Gray (ts en temas 2, 4, 5, 7, 9 y 10), James Clay (ts y fl en temas 11-15), Wild Bill Davis (org en temas 1, 3, 6 y 8), Carl Perkins (p en temas 2, 4, 5, 7, 9 y 10), Bobby Timmons (p en temas 11-15), Howard Roberts (g en temas 2, 4, 5, 7, 9 y 10), Jimmy Bond (b en temas 11-15), Leroy Vinnegar (b en temas 2, 4, 5, 7, 9 y 10), Roberto Rodriguez (b en temas 1, 3, 6 y 8), Lawrence Marable (d y per en temas 2, 4, 5, 7, 9 y 15), Rafael Miranda (cng en temas 1, 3, 6 y 8), José Mangual (bon en temas 1, 3, 6 y 8), Ubaldo Nieto (tim en temas 1, 3, 6 y 8). |
| 1985            | 12 y 13 de junio de 1985                 | Easy Living                                           | Contemporary Records  | Con: Cedar Walton (p), Tony Dumas (b) y Billy Higgins (d). |
| 1986            | 21 y 22 de abril de 1986                 | Lament                                                | Contemporary Records  | Con: Cedar Walton (p), Buster Williams (b) y Billy Higgins (d). |
| 1987            | 21 y 22 de mayo de 1986                  | Double Image                                          | Contemporary Records  | Con: George Cables (p). |
| 1987            | 14 y 15 de diciembre de 1986             | Bebop Lives!                                          | Contemporary Records  | Con: Johnny Coles (fis), Cedar Walton (p), Buster Williams (b) y Billy Higgins (d). |
| 1987            | 27-29 de abril de 1987                   | Major Changes                                         | Contemporary Records  | Con: McCoy Tyner (p), Avery Sharpe (b) y Louis Hayes (d). |
| 1988            | 10 y 11 de enero de 1988                 | Yarbird Suite                                         | Contemporary Records  | Con: Mulgrew Miller (p), Ron Carter (b) y Al Foster (d). |
| 1989            | 11 y 12 de enero de 1988                 | Reflections                                           | Contemporary Records  | Con: Joe Henderson (ts), Bobby Hutcherson (vib), Mulgrew Miller (p), Ron Carter (b) y Al Foster (d). |
| 1989            | 26 y 27 de junio de 1989                 | Mood Indigo                                           | Antilles              | Con: Frank Morgan (as y voc), Wynton Marsalis (tp en temas 4 y 6), George Cables (p en temas 1, 3, 8, 10 y 11), Ronnie Mathews (p en temas 2, 4, 6 y 7), Buster Williams (b, en temas 2, 4-7, 9 y 10) y Al Foster (d, en temas 2, 4, 6, 7, 9 y 10). |
| 1991            | 5 y 6 de septiembre de 1990              | A Lovesome Thing                                      | Antilles              | Con: George Cables (p), Abbey Lincoln (voc en temas 3 y 7), Roy Hargrove(tp en temas 2, 4 y 5), David Williams (b) y Lewis Nash (d). |
| 1991            | 26-28 de marzo de 1987                   | Quiet Fire                                            | Contemporary Records  | Con: Bud Shank (as), George Cables (p), John Heard (b) y Jimmy Cobb (d). |
| 1992            | 10 y 11 de marzo de 1992                 | You Must Believe in Spring                            | Antilles              | Con: Frank Morgan (as en temas 2, 4, 6, 7, 9, 11 y 12), Kenny Barron (p en temas 1 y 2), Tommy Flanagan (p en temas 3 y 4), Roland Hanna (p en temas 8 y 9), Barry Harris (p en temas 5-7) y Hank Jones (p en temas 10 -12). |
| 1994            | 19-20 de abril y 27 de noviembre de 1993 | Listen to the Dawn                                    | Antilles              | Con: Kenny Burrell (g clásica en temas 1 y 7, g eléctrica en temas 2-6 y 8), Ron Carter (b) y Grady Tate (d). |
| 1995            | 7-9 de marzo de 1995                     | Love, Lost & Found                                    | Telarc                | Con: Cedar Walton (p), Ray Brown (b) y Billy Higgins (d). |
| 1997            | 19-21 de agosto de 1996                  | Bop!                                                  | Telarc                | Con: Rodney Kendrick (p), Curtis Lundy (b en temas 1-7), Ray Drummond (b en tema 8) y Leroy Williams (d). |
| 2004            | 28-30 de noviembre de 2003               | City Nights: Live at the Jazz Standard                | HighNote              | Con: George Cables (p), Curtis Lundy (b) y Billy Hart (d). Grabado en vivo en el club Jazz Standard de Nueva York. |
| 2005            | 28-30 de noviembre de 2003               | Raising the Standard: Live at the Jazz Standard Vol 2 | HighNote              | Con: George Cables (p), Curtis Lundy (b) y Billy Hart (d). Grabado en vivo en el club Jazz Standard de Nueva York. |
| 2006            | 14 de noviembre de 2005                  | Reflections                                           | HighNote              | Con: Ronnie Mathews (p), Essiet Essiet (b) y Billy Hart (d). |
| 2007            | 28-30 de noviembre de 2003               | A Night in the Life: Live at the Jazz Standard Vol 3  | HighNote              | Con: George Cables (p), Curtis Lundy (b) y Billy Hart (d). Grabado en vivo en el club Jazz Standard de Nueva York. |
| 2010            | Noviembre 2005, 2006                     | Twogether                                             | HighNote              | Con: John Hicks (p). Temas 1, 4 y 7 (John Hicks piano solo, grabados en New Hope, Pasadena en 2006), Temas 2, 3, 4, 6, (dúo grabado en The jazz Bakery, Los Angeles, California, Noviembre 2005) |
| 2018            | 1 de julio de 1989                       | Montreal Memories                                     | HighNote              | Con: George Cables (p). (Grabado en vivo en el Theátre Port-Royal, Festival de Jazz de Montreal) |

Abreviaturas de instrumentos musicales:: as (saxofón alto), b (contrabajo), bon (bongos), cng (conga), d (batería), fis (fiscorno), fl (flauta), g (guitarra), p (piano), org (órgano), per (percusión), tim (timbal), tp (trompeta), ts (saxofón tenor), vib (vibráfono), voc (vocalista).

### Como músico de sesión
Con Teddy Charles
- Adventures in California (Fresh Sound Records, 1953)

Con Kenny Clarke
- Telefunken Blues (Savoy, 1955)

Con Art Farmer
- Central Avenue Reunion (Contemporary, 1990)

Con Terry Gibbs
- The Latin Connection (Contemporary, 1986)

Con Wardell Gray
- Wardell Gray Memorial, Vol. 1 (Prestige, 1983) recorded in 1953

Con Milt Jackson
- Meet Milt Jackson (Savoy, 1954)

Con Abbey Lincoln
- Who Used to Dance (Verve, 1996)

Con Lyle Murphy
- Four Saxophones in Twelve Tones (GNP/Crescendo, 1955)

Con Mark Murphy
- Night Mood (Milestone, 1986)

Con Ben Sidran
- Mr. P's Shuffle (Go Jazz, 1996)

Con L. Subramaniam
- Fantasy without Limits (Trend, 1979)
- Conversations (Milestone, 1984)